# Lagos-Mombasa-Highway
Der Lagos-Mombasa-Highway – auch Mombasa-Lagos-Highway – ist der Trans-African-Highway Nr. 8 und die wichtigste Straße zwischen West- und Ostafrika. Sie ist 6259 km lang und schließt an den Dakar-Lagos-Highway (TAH 7) an. Wenn beide Fernstraßen fertig sind, werden sie die längste Ost-West-Verbindung über den afrikanischen Kontinent mit einer Gesamtlänge von 10.269 km darstellen.

## Route
Als Teil des transkontinentalen Fernstraßennetzwerks, das von der Wirtschaftskommission für Afrika (UNECA), der Afrikanischen Entwicklungsbank (ADB) und der Afrikanischen Union entwickelt wird, durchzieht die Route Nigeria, Kamerun, die Zentralafrikanische Republik, die Demokratische Republik Kongo, Uganda und Kenia.

### Die Querung des Kongobeckens
Auf den asphaltierten Streckenabschnitten in Nigeria, Kamerun, Uganda und Kenia ist diese Fernstraße stark befahren. Im mittleren Abschnitt durch die Demokratische Republik Kongo jedoch erweist sie sich gegenwärtig nicht als praktikable Route zwischen Ost- und Westafrika, da sie dort nur aus unbefestigten Abschnitten besteht, die nach den häufigen, heftigen Regenfällen durch Schlamm temporär unpassierbar sind. Der Regenwald und die Notwendigkeit häufiger Flussüberquerungen werfen für die Straßenbauer große Probleme auf. Es gibt keine einfacheren Alternativrouten, und so muss der Ost-West-Handel auf dem Luft- oder Seeweg abgewickelt werden, was ihn stark eingrenzt.
Die Fernstraße sollte von Bangassou in der Zentralafrikanischen Republik über Bondo nach Buta in der Demokratischen Republik Kongo führen, aber nach dem Bürgerkrieg im Kongo ist diese Strecke unpassierbar. Die Regierung der Demokratischen Republik Kongo rät dazu, stattdessen die Fahrspur von Zongo (über den Fluss von Bangui) über Gemena, Lisala und Bumba nach Buta zu benutzen, die schon besser instand gesetzt wurde.
Im Osten der Demokratischen Republik Kongo führt die Route von Kisangani über Beni zur ugandischen Grenze in Katwe. Diese Schlammpiste ist auch häufig unpassierbar. Die längere Route von Kisangani zur Grenze nach Ruanda in Bukavu auf der Trasse der kongolesischen Nationalstraße 3 wäre empfehlenswerter, da sie teilweise asphaltiert ist, aber seit dem Bürgerkrieg wurde sie südlich von Walikale nicht mehr befahren.
Von Bukavu aus führt eine asphaltierte Straße nach Kigali in Ruanda und stellt die Verbindung zum fertigen Straßenteil in Mbarara in Uganda her.

### Das Gebiet der Großen Seen und der östliche Teil
Der östliche Teil des Lagos-Mombasa-Highways ist seit Jahrzehnten asphaltiert und stellt die Hauptverbindungsstraße zwischen den afrikanischen Großen Seen und der Küste dar.
Die Straße von Bujumbura in Burundi über Kigali nach Mbarara kann als Zubringer der Binnenstaaten Burundi und Ruanda zum Indischen Ozean in Mombasa angesehen werden.
Nachdem der Straßenverkehr in der Demokratischen Republik Kongo stark eingeschränkt ist, stellt der Ostteil der Straße auch die wichtigste Handelsroute für die Mitte, den Osten und den Nordosten des Kongo dar. Nach dem zweiten Bürgerkrieg im Kongo befördern Hilfsorganisationen über diese Verbindung auch ihre Hilfslieferungen dorthin.
Der östliche Straßenteil ist wahrscheinlich auch der Ursprung des Ausdrucks „Kinshasa Highway“ für die Verbreitung von HIV entlang der Handelsrouten, die man an den Fernstraßen in Uganda und Kenia untersucht hat. Einige Quellen beschrieben den Kinshasa-Highway auch als asphaltierte Verbindung zwischen Uganda und Kinshasa, aber in der Demokratischen Republik Kongo gab es nie mehr als Buschpfade zwischen Ost und West.
Der östliche Teil des Lagos-Mombasa-Highways ist der einzige Teil des gesamten afrikanischen Fernstraßennetzes, in dem der Name Trans-African Highway üblicherweise gebraucht wird und auch auf einigen Straßenschildern steht.